# دانشگاه بنسون آیداهوسا
دانشگاه بنسون آیداهوسا (BIU) یک دانشگاه خصوصی و مسیحی در شهر بنین، ایالت ادو، نیجریه است.
در ماه مه ۲۰۱۸، پروفسور سام گوبادیا، سرپرست معاونت آموزشی، آغاز به کار یک دانشکده جدید به نام دانشکده علوم پایه پزشکی و بهداشتی را اعلام کرد که پیشنهاد شده‌است بخش علوم آزمایشگاهی پزشکی و پرستاری را در خود جای دهد.